# Fernando Tielve
José Fernando Tielve Asensao (Madrid, 21 luglio 1986) è un attore spagnolo.

## Biografia
Fernando Tielve è nato a Madrid. Esordisce nel mondo del cinema nel 2001, recitando il ruolo di protagonista nel lungometraggio La spina del diavolo di Guillermo del Toro a fianco di Federico Luppi, Marisa Paredes e Eduardo Noriega. Questa interpretazione gli ha valso un Young Artist Award. Nel 2002 ha interpretato il protagonista del film El embrujo de Shanghai di Fernando Trueba, mentre nel 2006 è apparso ne Il labirinto del fauno, altro film di del Toro, e ha recitato nel film L'ultimo inquisitore di Miloš Forman.
Tra il 2007 e il 2008 ha recitato nella serie televisiva El internado, trasmessa da Antena 3, nell'intera prima stagione e in alcuni episodi della seconda. Nel 2010 ha interpretato il protagonista del film 14 días con Víctor di Román Parrado, presentato nella selezione ufficiale del Sitges - Festival internazionale del cinema fantastico della Catalogna.

## Filmografia

### Cinema
- La spina del diavolo (El espinazo del diablo), regia di Guillermo del Toro (2001)
- El embrujo de Shanghai, regia di Fernando Trueba (2002)
- Immagini - Imagining Argentina (Imaging Argentina), regia di Christopher Hampton (2003)
- Il labirinto del fauno (El laberinto del fauno), regia di Guillermo del Toro (2006)
- Mujeres en el parque, regia di Felipe Vega (2006)
- L'ultimo inquisitore (Goya's Ghosts), regia di Miloš Forman (2006)
- Letti sfatti (Unmade Beds), regia di Alexis Dos Santos (2009)
- Rabia, regia di Sebastián Cordero (2009)
- La vida empieza hoy, regia di Laura Mañá (2010)
- 14 días con Víctor, regia di Román Parrado (2010)
- Seis puntos sobre Emma, regia di Roberto Pérez Toledo (2011)
- Dos fragmentos/Eva, regia di Ángel Santos (2012)
- Lose Your Head, regia di Stefan Westerwelle e Patrick Schuckmann (2013)
- Faraday, regia di Norberto Ramos del Val (2013)
- Eryka's Eyes, regia di Bruno Lazaro (2014)

### Televisione
- A las once en casa - serie TV, 7 episodi (1998)
- El internado - serie TV, 22 episodi (2007-2008)
- Are You App? - serie TV, 4 episodi (2012-2013)
- #Singles - miniserie TV (2014)

## Riconoscimenti
- 2002 – Young Artist Award[1]
  - Miglior attore in un film internazionale, per La spina del diavolo